# Georg Henrik von Wright
Georg Henrik von Wright (n. 14 iunie 1916 - d. 16 iunie 2003) a fost un filozof finlandez de etnie suedeză.
L-a succedat pe Ludwig Wittgenstein ca profesor la Universitatea Cambridge.
S-a ocupat de domenii ca: logica filozofică, filozofia limbajului, filozofia acțiunii, filozofia minții și a fost cel mai mare filozof finlandez al acelei perioade.
A fost influențat de Oswald Spengler, Jürgen Habermas și de Școala de la Frankfurt.
Cea mai cunoscută lucrare a sa este Myten om framsteget ("Mitul progresului"), apărută în 1993, în care pune problema semnificației progresului material și tehnologic.
1. 1 2  Georg Henrik von Wright, Brockhaus Enzyklopädie, accesat în 9 octombrie 2017
2. 1 2 3  Autoritatea BnF, accesat în 10 octombrie 2015
3. 1 2  Georg Henrik von Wright, Hrvatska enciklopedija[*]
4. 1 2  Georg Henrik von Wright, Gran Enciclopèdia Catalana
5. ↑  Georg Henrik von Wright (în suedeză), Biografiskt lexikon för Finland
6. ↑  Georg Henrik von Wright, SNAC, accesat în 9 octombrie 2017
7. ↑  Genealogia matematicienilor
8. 1 2 3 4 5 6 7 8  Kansallisbiografia, accesat în 13 septembrie 2023